# Fluoruro de niobio (IV)
El fluoruro de niobio (IV) es un compuesto químico de fórmula NbF4. Es un sólido negro no volátil.

## Propiedades
El NbF4 absorbe mucho vapor y se convierte en NbO2F en aire húmedo. Reacciona con el agua para formar una solución marrón y un precipitado marrón cuyos componentes se desconocen. Es estable entre 275 °C y 325 °C cuando se calienta al vacío. Sin embargo, se desproporciona a 350 °C rápidamente para formar fluoruro de niobio (V) y fluoruro de niobio (III):
2 NbF
4 → NbF
5 + NbF
3

## Estructura
El fluoruro de niobio(IV) adopta una estructura cristalina análoga a la del fluoruro de estaño(IV), en la que cada átomo de niobio está rodeado por seis átomos de flúor que forman un octaedro. De los seis átomos de flúor que rodean a un único átomo de niobio, cuatro forman puentes con octaedros adyacentes, dando lugar a una estructura de octaedros conectados en capas.